# Ota Šik
Ota Šik, también escrito Otto Schick (Pilsen, 11 de septiembre de 1919 - San Galo, 22 de agosto de 2004) fue un economista y político checoslovaco. Fue el creador de las reformas económicas de la Primavera de Praga.

## Primeros años
Nacido en 1919, Šik estudió arte en la Universidad Carolina de Praga y estudió política después de la guerra.
Tras la anexión alemana de los Sudetes y la partición de toda la nación en marzo de 1939, Šik se unió al movimiento de Resistencia checa y en 1940 ingresó en el clandestino Partido Comunista de Checoslovaquia (KSČ, por sus siglas en checo y eslovaco). Sin embargo, fue arrestado por la Gestapo en 1941 y enviado al campo de concentración de Mauthausen-Gusen. Como sabía alemán y taquigrafía, consiguió un trabajo como registrador y ayudó a salvar la vida de varios prisioneros. Después de la guerra trabajó como empleado del KV KSČ y del Comité Central del KSČ en Praga. Se graduó en la Universidad Política y Social en 1947 y en la Escuela Política Central del KSČ en 1949.
Entre 1951 y 1962, dio conferencias en la Escuela del Partido del Comité Central del KSČ. En 1961 se convirtió en director del Instituto Económico de la República Socialista Checoslovaca, en 1962 fue elegido miembro del Comité Central del Partido Comunista de Checoslovaquia y en abril de 1968 se convirtió en vice primer ministro. Como parte de sus funciones, se ocupó de la preparación de reformas económicas. Ya en 1964 dirigió la comisión estatal y del partido para las reformas económicas y, tras ser elegido vice primer ministro, se convirtió en coordinador de las reformas.
Tras la invasión de Checoslovaquia por el Pacto de Varsovia (ocurrida cuando él estaba de vacaciones en Yugoslavia), que terminó con la Primavera de Praga, emigró a Suiza. A partir de 1970 trabajó como docente en Basilea y Manchester y más tarde como profesor de economía en la Universidad de San Galo en Suiza.
Ota Šik también estudió teoría económica en la Universidad de San Galo. Toda su vida intentó encontrar una tercera vía entre el capitalismo y la economía planificada. Quería una "economía de mercado socialmente justa con objetivos ecológicos". En 1990 expresó su opinión en el semanario austriaco Profil.
Después de la Revolución de Terciopelo de 1989, fue invitado por el vice primer ministro del gobierno federal, Valtr Komárek, para discutir las reformas económicas y también actuó como asesor del presidente Václav Havel.
Sus pasatiempos incluían pintar cuadros. Comenzó sus estudios desde muy joven, pero prefería la economía. Ya jubilado, a partir de 1992, se dedicó a la pintura, especialmente al paisaje y a la pintura de figuras de estudio. Dedicó la mayor parte de su obra a las técnicas del óleo. Representó en la mayoría de sus cuadros paisajes naturales. En década de 1990 hizo dos exposiciones retrospectivas en Praga. También expuso en Suiza, incluyendo Zúrich.
Su hijo mayor, el actor de teatro y cineasta Jiří Polák (1948-2014) se exilió de Checoslovaquia en 1980 y vivió en Berlín, Alemania. Su hijo menor, Miroslav Šik, nacido en 1953, es un conocido arquitecto suizo, profesor en la Escuela Politécnica Federal de Zúrich.
Murió tras una larga enfermedad el 22 de agosto de 2004 en San Galo, Suiza.

## Reformas económicas
En 1949, Ota Šik participó en la clausura de la Escuela de Economía checa de antes de la guerra, representada por Karel Engliš, y promovió la economía planificada basada en el modelo de la Unión Soviética. En la década de 1950, dio una conferencia sobre la teoría económica de Stalin en la universidad. Todavía en 1959 rechazaba la economía descentralizada de Yugoslavia por considerarla no marxista. Pero ya en 1961, como director del Instituto de Economía de la Academia Checoslovaca de Ciencias, y todavía en una época de fuerte aislamiento, intentó establecer una continuidad entre la ciencia económica checa y los países extranjeros. Fue el primero en la entonces Checoslovaquia socialista en aceptar las ideas de la teoría económica occidental. Los economistas checoslovacos comenzaron a viajar al extranjero en busca de conocimientos.
Como director del Instituto de Economía, Šik tenía una visión general de la economía checoslovaca. Ni el segundo ni el tercer plan quinquenal dieron los resultados esperados. Šik pronto reconoció que el país estaba en crisis precisamente debido al liderazgo económico de los años cincuenta. Junto con un equipo de colaboradores del Instituto de Economía, comenzaron a estudiar teóricamente las posibilidades de hacer la economía más eficiente mediante la participación de elementos de mercado en una economía de planificación centralizada. Los cambios propuestos incluían, por ejemplo, impuestos uniformes para las empresas o la nacionalización gradual de las empresas y la autorización de las pequeñas empresas; los precios no deberían ser decididos solo por el partido o el gobierno.
Antonín Novotný (que al inicio de la Primavera de Praga era Presidente de la República y primer secretario del Partido Comunista) ayudó a Šik a promover las reformas. Se conocían desde que fueron prisioneros del campo de concentración Mauthausen-Gusen durante la guerra. Dentro del Comité Central del Partido Comunista de Checoslovaquia, Novotný presionó por la creación de un grupo de expertos que trabajaría en el concepto de reforma, a pesar de la postura opuesta del Partido Comunista hacia la reforma. Aunque no le gustó el abandono de la economía planificada, por otro lado vio con realismo la necesidad de cambios derivados del estado de la economía checoslovaca. Después de una serie de modificaciones, la propuesta fue aprobada en septiembre de 1964. La economía socialista debía mejorarse poniendo fin a la planificación de "todo": gastos, ventas, ganancias y existencias; el Estado determinaría sólo "las condiciones económicas generales".
Los miembros conservadores del Partido Comunista expresaron su oposición a las reformas, temiendo que se tratara de un retorno oculto del capitalismo. Pero la mayor preocupación era otra. Cuando cambie el sistema de gestión económica ¿no exigirá también reformar la esfera más amplia de la sociedad, o incluso el sistema político? Los acontecimientos posteriores demostraron que esto era realmente cierto. El régimen político perdió el control sobre los acontecimientos posteriores, lo que al final provocó la intervención soviética. Los oponentes de Šik llamaron la atención sobre los fracasos parciales de determinadas fases de la reforma. Ya en 1967, produjo resultados diferentes de los esperados (algunas empresas se "enriquecieron" más rápidamente y fue necesario obtener grandes beneficios de ellas) y terminó en fracaso.
A principios de 1968, Ota Šik se convirtió en vice primer ministro y ministro de Economía. En las empresas se formaron "consejos de trabajadores", que debían co-gestionar las empresas, estaban compuestos por empleados, expertos y un tercio eran nombrados por las autoridades estatales. La reforma de Šik podría conducir al crecimiento de la economía socialista. La primera mitad de la década de 1970 fue uno de los últimos períodos de desarrollo de la economía checoslovaca durante el régimen comunista. Los límites de las reformas eran fundamentales, no contaba con la restauración del mercado de capitales. Sólo en el verano de 1968 se planificó la restauración del pequeño comercio, y sólo de forma muy limitada. El Estado debería seguir planificando grandes inversiones.
El Estado volvió a una economía planificada después de agosto de 1968. Sólo se implementaron parte de las reformas que podían controlarse de forma centralizada. Debido a que emigró, Ota Šik fue calumniado en la Radio Checoslovaca.

## Obras
- Argumente für den Dritten Weg. Hamburgo: Hoffmann und Campe Verlag, 1973.
- Czechoslovakia: the bureaucratic economy. Londresn: Routledge, Taylor & Francis Group, 2018. ISBN 978-1-138-03806-6.
- Ein Wirtschaftssystem der Zukunft. Berlín: Springer, 1985. ISBN 3-540-15137-0.
- Ekonomické reformy a demokratizace. Colonia: Index, [1987].
- Ekonomický růst, nerovnováhy a hospodářská politika. 1. vyd. Ostrava: Litera Nova, 1991. ISBN 80-901081-0-5.
- Ekonomika zájmy politika: jejich vzájemné vztahy do socialismu. Praga: Nakladatelství politické literatury, 1962.
- For a Humane Economic Democracy. Nueva York: Praeger Publishers, 1985. ISBN 0-03-064186-1.
- Humane Wirtschaftsdemokratie: ein Dritter Weg. Hamburgo: Knaus, 1979. ISBN 3-8135-0941-9.
- Jarní probuzení - iluze a skutečnost. 2. vyd., (V MF 1. vyd.). Praga: Mladá fronta, 1990. ISBN 80-204-0208-X..
- K problematice socialistických zbožních vztahů. 2. vyd. Praga: Nakladatelství Československé akademie věd, 1965.
- Plán a trh za socialismu. Vydání třetí. Praga: Academia, nakladatelství Československé akademie věd, 1968.
- The communist power system. Nueva York: Praeger, [1981].
- The Third Way: Marxist-Leninist Theory and Modern Industrial Society. 1. Ed. Londres: Wildwood House, 1976.
- Treći put: Marksističko-lenjinistička teorija i moderno društvo. Zagreb: Globus, 1983.